# Sunday music +
Sunday Music +（サンデーミュージックプラス）は、2020年11月から2023年3月26日までHBCラジオで放送されていたラジオ番組。パーソナリティは世永聖奈（HBCアナウンサー）。

## 放送時間
- 日曜 17:30 - 18:30（JST）

## 出演者
- 世永聖奈（HBCアナウンサー）2021年4月4日-2023年3月26日[1]

## 過去の出演者
- 渕上紘行（HBCアナウンサー）2020年11月-2021年3月28日　※世永が番組が出られないときは、代打で出演することがあった。